# موریس کورنفورث
موریس کورنفورث (به انگلیسی: Maurice Cornforth) متفکّری مارکسیست اهلِ بریتانیا بود.

## آثارِ ترجمه‌شده به فارسی
- به سوی جامعهٔ باز، ترجمهٔ لطیف عطّاری
- کمونیزم و ارزش‌های انسانی، ترجمهٔ ج. نوایی